# Peru (Indiana)
Pour les articles homonymes, voir Peru.
La ville de Peru est le siège du comté de Miami, situé dans l'Indiana, aux États-Unis. Sa population s’élevait à 11 417 habitants lors du recensement de 2010, estimée à 11 024 habitants en 2017.

## Personnalités liées à la ville
- Cole Porter (1891-1964) - compositeur américain. Né et enterré dans la ville.

## Honneur
L'astéroïde (32570) Peruindiana est nommé en son honneur.